# 沙滩排球

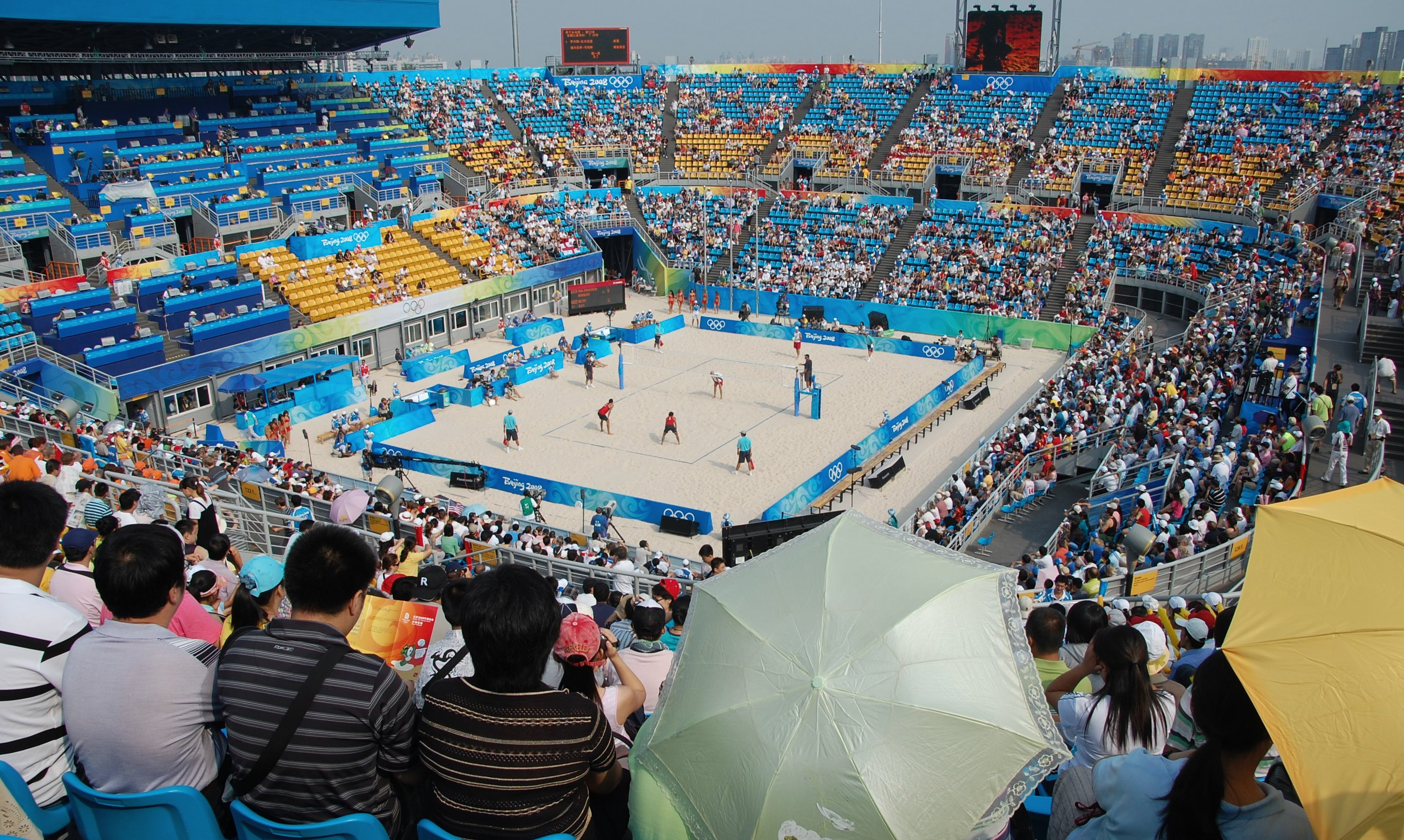
2008年北京奧運位于北京朝阳公园的沙滩排球赛场

沙滩排球是一种新兴的排球，由一种在世界各地海滩上玩的游戏变成一种正式的体育比赛。

## 歷史
沙滩排球在1920年代起源于美国加州圣莫尼卡，大约在10年之内传入欧洲。1940年代，在圣莫尼卡每年有两个會頒發奖杯的正式比赛。1960年代，圣莫尼卡人想创建职业球队，但是並未成立。同时，法国举行第一次职业锦标赛，有三万多人参加。1970年代，美国啤酒或香烟公司曾经举办过几个沙滩排球锦标赛。
1996年，沙滩排球成为奥运会正式项目，而很多美国室内排球奥运会队员出自圣莫尼卡的海滩，技术高明的沙滩排球球员需要决定是否参加职业锦标赛，因为参加职业比赛之后不能进入奥运会球队。

## 概要
沙滩排球是在室外天然的沙滩或者人工建制的沙坑中举行，规则和排球相似，但每方只能派两人上场。
沙滩排球與正式排球的不同之处如下：
- 一方两人（正規排球為一邊六人）
- 球场较小（邊長為8米 x 8米）
- 拦网算作一次击球
- 不允许张开五指吊球
- 双接的规则更严格

沙滩排球球员用手势与同伴交流，一般會將手势藏在背后防止对方看见。握紧的拳头说明此人將不上前拦网，伸出一个指头則表示会上正前方進行拦网，伸出两根手指表示会以斜向移動的方式上前拦网。

## 得分
沙滩排球比赛采取三局两胜制，先取两局胜利就是获胜。
- Beachvolleybal highlights

头二局设定为二十一分制，第三局十五分制。最先拿下二十一分（第三局十五分）并领先对手两分的情况下胜出。也就是说，如果比分为21-20（第三局15-14分）的情况下，比赛会继续进行直至其中一对超出对方2分。当一方发球失利，便由对方得分及发球权。比赛双方每隔7分（第三局5分）便会交换场地。

## 沙灘排球題材作品
- 赤沙印記@四葉草.2
- 生死格鬥 沙灘排球系列
- 沙滩之星
- 遙的接球